# Luga
Luga (in russo Луга?, in lingua finlandese Laukaa, in lingua votica Laugaz) è una città della Russia situata nell'oblast' di Leningrado, sul fiume Luga, a 140 km a sud di San Pietroburgo.

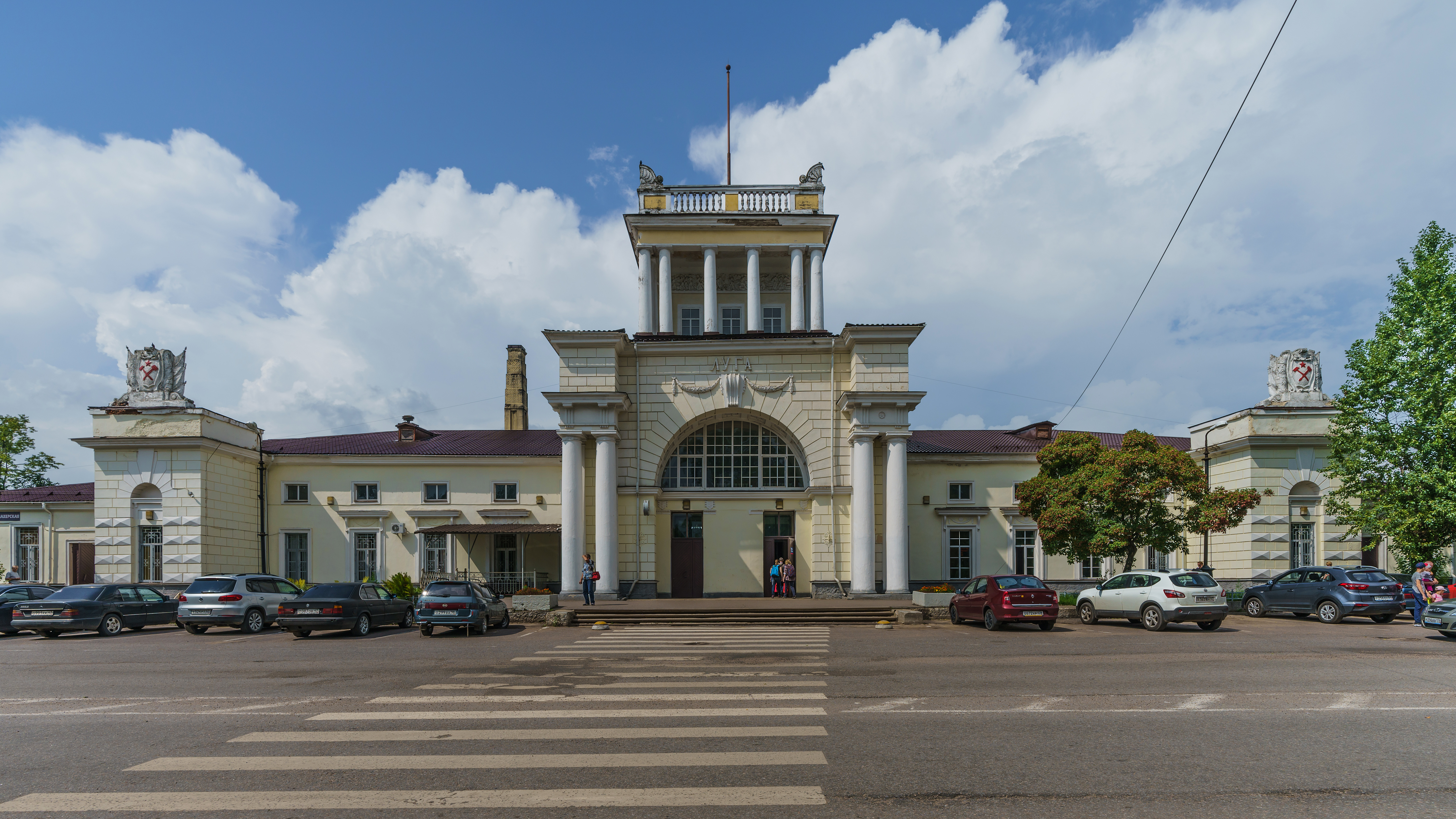
La stazione di Luga

## Caratteristiche
Luga è un importante centro commerciale, industriale e rurale e ha un'università, tre istituti tecnici e sei scuole. A Luga una strada e una ferrovia uniscono la città a San Pietroburgo e a Velikij Novgorod.

## Storia
Luga fu fondata il 3 agosto 1777 sulle rive del fiume Luga per ordine di Caterina II di Russia e nel 1800 fu completata. Già nel 1860 Luga contava 3 000 abitanti, e nel 1910 divenne un importante centro urbano sovietico. La città ospita ogni settimana un mercato che mette in vendita prodotti agricoli e industriali.